# Лунни риби
Лунните риби (Mola) са род животни от семейство риби луна (Molidae).
Таксонът е описан за пръв път от Йозеф Готлиб Кьолройтер през 1766 година.

## Видове
- Mola alexandrini
- Mola aspera
- Mola hispida
- Mola lanceolata
- Mola lanceolatus
- Mola mola – Риба луна
- Mola planci
- Mola ramsayi
- Mola rotunda
- Mola tecta